# Vita activa oder Vom tätigen Leben
Vita activa oder Vom tätigen Leben ist das philosophische Hauptwerk der politischen Theoretikerin Hannah Arendt. Die auf Vorlesungen beruhende Arbeit wurde zunächst 1958 in den USA unter dem Titel The Human Condition veröffentlicht. Die deutsche Fassung, die sie selbst übersetzt hatte, erschien 1960. Vor dem Hintergrund der Geschichte politischer Freiheit und selbstverantwortlicher aktiver Mitwirkung der Bürger am öffentlichen Leben in den USA entwickelte Arendt darin eine Theorie des politischen Handelns.

## Überblick
Arendts Text ist in sechs Hauptkapitel untergliedert: Das Eröffnungskapitel
Die menschliche Bedingtheit ist der Entwicklung ihres Leitbegriffs, der Vita activa, gewidmet. Das zweite Kapitel dient der Unterscheidung zwischen dem „Raum des Öffentlichen“ und dem „Bereich des Privaten“. In den anschließenden Kapiteln drei bis fünf stellt sie unter den Überschriften Die Arbeit, Das Herstellen und Das Handeln jeweils zentrale menschliche Hervorbringungsprozesse in den Mittelpunkt ihrer Analyse. Im Schlusskapitel Die Vita activa und die Neuzeit beschreibt sie die einschneidenden Wandlungsprozesse zwischen europäischer Vormoderne und Moderne und endet mit ihrer Diagnose vom „Sieg des Animal laborans“, wonach das politische Handeln durch Konformität und Funktionalität begrenzt werde.

## Die Möglichkeit, einen Anfang zu machen, als Voraussetzung eines aktiven politischen Lebens
Im Gegensatz zu Heidegger begründet Arendt ihr Denken von der Geburt des einzelnen Menschen her und nicht vom Tod. In Vita activa führt sie diesen Gedanken der „Gebürtlichkeit“ („Natalität“) aus. Mit der Geburt beginne die Möglichkeit, einen Anfang machen zu können. Das Individuum habe die Aufgabe, in Kooperation mit anderen Individuen die sie umgebende Welt aktiv zu beeinflussen, zu formen. Dabei geht es ihr um die basalen Existenz- und Persistenzbedingungen menschlichen Lebens, die sie auf drei „Grundtätigkeiten“ beschränkt: „Arbeiten, Herstellen und Handeln“ (nach den altgriechischen Begriffen ponos, poiesis und prāxis). Als davon unabhängig und letztlich nicht beschreibbar charakterisiert sie das menschliche „Wesen“ bzw. die menschliche „Natur“, die weder terminologisch noch ontologisch zu definieren seien. „Versuche, das Wesen des Menschen zu bestimmen, [enden] zumeist mit irgendwelchen Konstruktionen eines Göttlichen.“

„Alle drei Grundtätigkeiten […] sind nun nochmals in der allgemeinsten Bedingtheit menschlichen Lebens verankert, daß es nämlich durch Geburt zur Welt kommt und durch Tod aus ihm wieder verschwindet. Was die Mortalität anlangt, so sichert die Arbeit das Am-Leben-Bleiben des Individuums und das Weiterleben der Gattung; das Herstellen errichtet eine künstliche Welt, die von der Sterblichkeit der sie Bewohnenden in gewissem Maße unabhängig ist und so ihrem flüchtigen Dasein so etwas wie Bestand und Dauer entgegenhält; das Handeln schließlich, soweit es der Gründung und Erhaltung politischer Gemeinwesen dient, schafft die Bedingungen für eine Kontinuität der Generationen, für Erinnerung und damit für Geschichte.“

Das Handeln sei enger an die Gebürtlichkeit gebunden als das Arbeiten und Herstellen. Jeder, der neu in diese Welt geboren werde, besitze die Potenz, wiederum einen Anfang zu machen, also aktiv und damit verändernd zu handeln.

### Arbeiten und Herstellen
Die Arbeit als erste Komponente der Vita activa „entspricht dem biologischen Prozess des menschlichen Körpers“. Sie dient dem Fortbestand der Gattung. Daher gehört Arbeit notwendig zum menschlichen Leben, aber auch zu dem jedes anderen Lebewesens. Arbeit ist, so sieht es Arendt, nicht mit Freiheit verbunden, sondern stellt einen Zwang zur Erhaltung des Lebens dar, dem der Mensch von der Geburt bis zum Tod ständig unterliegt.
Auf der Grundlage der Arbeit, die seine Existenz sichert, beginnt der Mensch über die Endlichkeit seines Daseins nachzudenken. Um dieser Gewissheit zu entfliehen, schafft er sich eine Welt aus Dingen, die er mit „Geist“ und „Kraft“ aus unterschiedlichen Materialien herstellt und die seine Lebenszeit überdauern. Das Wichtige ist hierbei, dass der Mensch sich nicht nur in einer Umgebung wiederfindet, so wie jedes Tier es tut, sondern er baut eine eigene Welt auf. Arendt geht davon aus, dass diese Welt beständig ist. Die einzelnen hergestellten Dinge, die sie ausmachen, sind so dauerhaft, dass das Individuum eine Beziehung dazu aufbauen kann. Eine starke Form einer solchen Beziehung stellt zum Beispiel das Gefühl des „nach Hause Kommens“ dar. Ohne gewisse beständige Eigenschaften des „zu Hause Seins“ kann eine Beziehung nicht aufgebaut werden. In einer sich ständig ändernden Welt kann der Mensch sich nicht zu Hause fühlen.
Die von Arendt eingeführte Unterscheidung zwischen Arbeiten und Herstellen bezieht sie auch auf die Produktion. Als Produkte der Arbeit bezeichnet sie Konsumgüter, die „verbraucht“ werden, während Produkte des Herstellens oder des Werkens „gebraucht“ werden.

### Handeln
Die dritte Komponente stellt das Handeln dar, das sich „zwischen“ den Individuen abspielt und zugleich die Einzigartigkeit und Pluralität menschlichen Seins veranschaulicht. Das Handeln ist im ontologischen Sinne eine menschliche Fähigkeitsoption. Jedes Individuum kann, argumentiert Arendt, gesellschaftlich existieren, ohne jemals selbst zu arbeiten oder selbst etwas herzustellen. Handeln hingegen stellt den Kern menschlicher Interaktion und damit politischen Existierens dar, was für Arendt eine fundamentale Eigenschaft menschlichen Seins ist. Kommunikation, d. h., „Finden des rechten Wortes im rechten Augenblick“ ist immer schon Handeln. „Stumm ist nur die Gewalt, und schon aus diesem Grunde kann die schiere Gewalt niemals Anspruch auf Größe machen.“ Das Bewusstsein des eigenen Menschseins könne zwar auch ohne zu handeln beim Individuum vorhanden sein, für die anderen menschlichen Handelnden werde aber dieses nicht-handelnde Individuum niemals als Mensch wahrnehmbar sein.
Handeln ist für Arendt wesentlich mit dem öffentlichen Raum verknüpft, ohne ihn nicht ausführbar oder denkbar. Am deutlichsten erkennbar wird dies, so Arendt, am Beispiel der antik-griechischen Polis, in der das Arbeiten, zumindest in ihrer historischen Perspektive, zum privaten Raum des Haushalts („Oikos“) gehört, während sich das gemeinschaftliche Handeln der individuellen Vollbürger der Polis im öffentlichen Raum auf dem Marktplatz (der Agora) abgespielt habe. Für Arendt scheint in dieser Epoche der europäischen Geschichte der paradigmatische Ort der Vita activa auf, der politischen Kommunikation und Interaktion unter Bürgern, die allesamt im Besitz der gleichen Freiheitsrechte gewesen seien. Obwohl Aristoteles die höchste Erfüllung in der Vita contemplativa, mithin in der philosophischen Suche der Weisheit, sah, erachtete er den Menschen nichtsdestoweniger als wesenhaft politisch (zoon politikon).

#### Verzeihen und Versprechen
Für Arendt ist sowohl das Verzeihen als auch das Versprechen eine Voraussetzung für das Handeln. Ohne diese beiden Vorgänge wäre das Handeln in der Pluralität überhaupt nicht möglich. Dabei sieht Arendt beide dieser Vorgänge als ein Heilsmittel gegen die Aporien der Pluralität. Diese Aporien der Pluralität ergeben sich aus der Vorstellung, dass alle Menschen durch ihre Geburt in einem Bezugsgewebe der Pluralität miteinander verstrickt sind. In diesem Bezugsgewebe sind die Folgen von Handlungen sowohl unwiderruflich als auch unvorhersehbar.
Das Verzeihen ist das Heilsmittel gegen die Unwiderruflichkeit und erstreckt sich auf die Vergangenheit. Da das Getane nicht mehr veränderbar, also unwiderruflich, ist, bedarf der Mensch der Verzeihung des Gegenübers. Ohne dieses Verzeihen und das darin liegende Entbinden von den Folgen seiner Taten würde seine Handlungsfähigkeit auf eine einzige Tat beschränkt werden. Durch das Verzeihen wird dem Menschen immer wieder ein Neuanfang ermöglicht, den er oder sie zum Handeln braucht. Dem Verzeihen gegenüber steht demnach die Rache, die die handelnde Person auf ihre verfehlte Handlung beschränkt. Dadurch ist dann nach Arendt kein Handeln, keine Aktion, mehr möglich, da alle weiteren Taten nur noch Re-aktionen auf die ursprüngliche verfehlte Tat sind. Zentral für Arendt ist beim Vorgang des Verzeihens, dass nicht die Schuld selbst das Objekt des Verzeihens ist, dies darf immer nur die schuldige Person sein. Mit den Worten Arendts selbst bezieht sich das Vergeben „nur auf die Person und niemals auf die Sache“.
Das Versprechen ist für Arendt das Heilmittel gegen die Unvorhersehbarkeit des Handelns und erstreckt sich somit auf die Zukunft. Diese Zukunft ist immer von Dunkelheit und Unklarheit geprägt und die Menschen in ihrer Grundbestimmung der Pluralität sind unberechenbar. Diese Unklarheit und Unberechenbarkeit wirken lähmend auf das Handeln. Nur in einer gewissen Ordnung kann das Handeln gewährleistet werden. Diese Ordnung wird durch Versprechen, bzw. den Verträgen und Abkommen, die sich aus Versprechen ergeben, hergestellt. Es ist nach Arendt die einzige Art der Bindung von Menschen aneinander, die der Freiheit entspricht. Versprechen können und dürfen dabei nie die Zukunft klar festlegen, sie sind vielmehr voraussehbare Vorhaben innerhalb der Ungewissheit der Zukunft.

## Vom Verständigungsprozess im politischen Raum zur Massengesellschaft
Demgegenüber kam es, so Arendt, im Mittelalter auf der Grundlage christlicher Dogmatik zu einer Verschiebung. Die höchste Freiheit für den Menschen lag nun in der auf Gott ausgerichteten Vita contemplativa. Dabei wurde das Element des handwerklich-künstlerischen Herstellens höher bewertet als das (philosophische) Denken und (politische) Handeln. Der Mensch wurde zum Homo faber, d. h. Erschaffer einer künstlichen Welt. Das „sprachlose Staunen“, welches seit der Antike als „Beginn und Ende aller Philosophie“ galt und nur Wenigen zugänglich war, verlor an Bedeutung zugunsten des „betrachtend anschauenden Blicks der handwerklich-Schaffenden“.
Eine erneute Verschiebung der Werte ergab sich in der Neuzeit. Durch Ausweitung der Ökonomie in den öffentlichen Raum trat die gesellschaftliche Bedeutung der Arbeit immer mehr in den Vordergrund und ist in der modernen Massengesellschaft dominierend geworden. Der Mensch wurde zum „animal laborans“ (arbeitenden Tier). Ziel ist die möglichst hohe Steigerung der Arbeitsproduktivität und die Umwandlung aller Dinge in Konsumgüter. Der Begriff der Gesellschaft umfasst nunmehr auch tendenziell den politischen Bereich. Die Bedeutung des Politischen, des Handelns, ist somit in den Hintergrund getreten.
Arendt kritisiert die christlich-abendländische Philosophie. Zwar hätten die meisten Philosophen sich zu politischen Fragen geäußert, aber kaum einer habe unmittelbar am politischen Diskurs teilgenommen. Als Ausnahme sah sie lediglich Machiavelli. Auch wenn bei Hegel das Politische eine Aufwertung gefunden habe, wendet sich Arendt vor allem gegen die geschichtsphilosophische Vorstellung Hegels von der Notwendigkeit der geschichtlichen Entwicklung. Die Idee des Absoluten als Ziel der Geschichte führe zur Ideologie und damit zur Rechtfertigung von undemokratischen Praktiken und schließlich zu den Formen der totalen Herrschaft.
Das moderne Individuum entfernt sich ebenfalls vom Politischen auf Grund der „radikalen Subjektivität seines Gefühlslebens,“ der dauernd wechselnden „Stimmungen und Launen,“ die es in „endlose innere Konflikte“ verstricken. Die Einzelnen werden gesellschaftlich normiert. Abweichungen von dieser Norm werden als asozial oder anormal verbucht. Es kommt zum Phänomen der Massengesellschaft mit der Herrschaft der Bürokratie. Dabei werden die sozialen Klassen und Gruppierungen nivelliert. Alle Glieder der Gemeinschaft werden mit gleicher Macht kontrolliert. Das Gleichmachen, der Konformismus in der Öffentlichkeit führt dazu, dass Auszeichnungen und „Besonderheiten“ zu Privatangelegenheiten von Individuen werden. Große Anhäufungen von Menschen entwickeln die Tendenz zur Despotie, entweder eines Einzelnen oder zum „Despotismus der Mehrheit“.
Auch in der Vorstellung der Geschichtlichkeit als Grundbedingung der menschlichen Existenz bei Heidegger bleibt für die Autorin das Denken der Kontemplation verhaftet. Eine Vita activa erfordert hingegen die Fragen nach den Prinzipien des Politischen und den Bedingungen der Freiheit. Als Ansatz hierzu sah Arendt wie Jaspers die Moralphilosophie Kants, in der die Frage nach den Bedingungen der menschlichen Pluralität im Vordergrund gestanden habe. Kant habe nicht nur Staatsmänner und Philosophen betrachtet, sondern alle Menschen als Gesetzgeber und Richter angesehen und sei so zu der Forderung nach einer Republik gekommen, der sich die Forscherin anschließt.
In diesem Werk geht Arendt der historischen Wandlung von Begriffen wie Freiheit, Gleichheit, Glück, Öffentlichkeit, Privatheit, Gesellschaft und Politik nach und beschreibt den Bedeutungswandel im jeweiligen historischen Kontext. Dabei ist ihr Bezugspunkt die Attische Demokratie, insbesondere zur Zeit des Sokratischen Dialogs. Ihrer Auffassung nach gilt es, die verlorenen Bereiche des Politischen wiederum in der Gegenwart modifiziert zu verankern und damit die Fähigkeiten politisch denkender und handelnder freier Individuen, die versuchen, sich voreinander auszuzeichnen, fruchtbar zu machen. Im Gegensatz dazu sieht sie den verbreiteten Behaviorismus, der darauf abziele, den Menschen in allen seinen Tätigkeiten „auf das Niveau eines allseitig bedingten und sich verhaltenden Lebewesens zu reduzieren.“

## Kritik
Ihr Schüler Richard Sennett (2008) hält die von Arendt getroffene Unterscheidung menschlicher Arbeit für falsch, „weil sie den praktisch tätigen Menschen zerlegt“: „Während «Animal laborans» auf die Frage des Wie fixiert ist, fragt «Homo faber» nach dem Warum.“ Sennett stellt heraus, dass auch das Animal laborans denken kann. Dieser Ansatz erfordere „ein tieferes Verständnis des Herstellens von Dingen, ein materialistischeres Engagement, als man es bei Denkern vom Schlage Hannah Arendts findet.“ Laut Sennett kann das „«Animal laborans» [...] «Homo faber» als Führer dienen.“
Der Philosoph Helmut Seidel wendet sich gegen die Trennung von Arbeiten, Herstellen und Handeln bei Arendt. Volker Caysa (2010) zufolge ist für Seidel „Praxis (also das o. g. Handeln) auch Herstellen durch Arbeit“. Seidel gehe von einer „konkreten Identität von Arbeit, Herstellen und Handeln“ aus, die durch ihre „Entfremdung in der bürgerlich-kapitalistischen Gesellschaft getrennt“ erscheine.
Als Ethnologe erkennt Gerd Spittler eine ungerechtfertigte Abwertung der Arbeit gegenüber dem Herstellen. Er schreibt, dass Arbeiten  nicht so geistlos ist, wie unterstellt wird, und sich auch nicht systematisch vom Herstellen trennen lässt. Arbeit enthält „schöpferische, spielerische und ästhetische Momente. […] Sie fordert und fördert vielmehr vielseitige menschliche Fähigkeiten.“

## Ausgaben
- Hannah Arendt: Vita activa oder Vom tätigen Leben. Kohlhammer, Stuttgart 1960 (englisch: The human condition.).
- Hannah Arendt: Vita activa oder Vom tätigen Leben. Piper, München, Zürich 2002, ISBN 3-492-23623-5. wieder: ebd. 2009
- Hannah Arendt: The human condition. University of Chicago Press, Chicago 1998, ISBN 0-226-02598-5.